# کرون‌پوینت (ایندیانا)
کرون‌پوینت، ایندیانا (به انگلیسی: Crown Point, Indiana) یک شهر در ایالات متحده آمریکا با جمعیت ۲۷٬۳۱۷ نفر است که در شهرستان لیک، ایندیانا واقع شده‌است.

## موقعیت جغرافیایی
موقعیت جغرافیایی شهرها و مناطق اطراف به شرح زیر است: